# Markus López
Markus López (* 17. Juni 1972 in Mexiko-Stadt) ist ein ehemaliger mexikanischer Fußballspieler, der entweder in der Abwehr oder im (defensiven) Mittelfeld eingesetzt wurde.

## Leben
López verbrachte die ersten beiden Jahre (1992 bis 1994) seiner Profikarriere ebenso beim Querétaro FC wie seine beiden letzten Spielzeiten (2003/04 und 2004/05). Ebenfalls mehrere Jahre stand er bei den Tecos UAG und beim Club Necaxa unter Vertrag. Daneben hatte er kurzzeitige Engagements beim Club América, beim Puebla FC und seinem einzigen Auslandsaufenthalt, Club al Ain.
Zwischen 1995 und 1997 absolvierte López Winkler insgesamt neun Länderspieleinsätze für die mexikanische Nationalmannschaft. 
Sein Debüt bestritt er in einem am 11. Oktober 1995 ausgetragenen Testspiel gegen Saudi-Arabien, das 2:1 gewonnen wurde. Gegen denselben Gegner bestritt er am 14. Dezember 1997 auch seinen letzten Länderspieleinsatz im Rahmen des in Saudi-Arabien ausgetragenen Konföderationen-Pokals 1997. Obwohl Mexiko das Spiel mit 5:0 gewann, schied „El Tri“ bereits ebenso nach der Vorrunde aus wie der Gastgeber. 
Nach Beendigung seiner aktiven Laufbahn bekleidete López von September 2012 bis zu seinem Rücktritt im Mai 2013 das Amt des Vizepräsidenten seines langjährigen Vereins Querétaro FC.

## Erfolge
Mexikanischer Meister: Invierno 1998 (mit Necaxa)